# Elymnias mimus
Elymnias mimus är en fjärilsart som beskrevs av Wood-mason och De Nicéville 1881. Elymnias mimus ingår i släktet Elymnias och familjen praktfjärilar. Inga underarter finns listade i Catalogue of Life.